# Uppsala studentkår

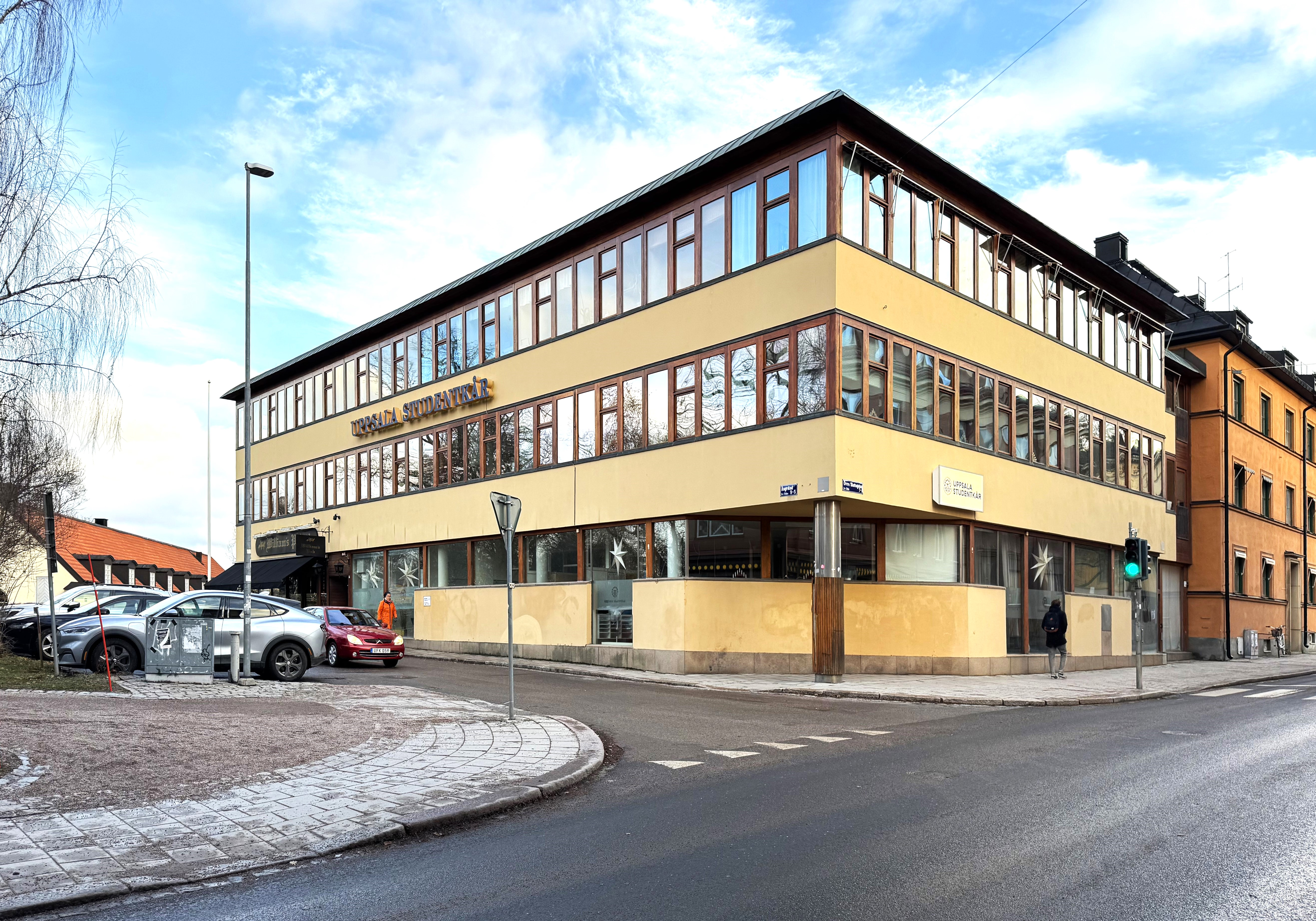
Uppsala studentkårs kårhus i korsningen av Övre Slottsgatan och Åsgränd i kvarteret Ubbo i Uppsala.

Uppsala studentkår är en av Uppsala universitets formellt utsedda studentkårer för studenter vid Uppsala universitet. Studentkåren representerar studenterna vid Medicinska fakulteten samt Vetenskapsområdet för humaniora och samhällsvetenskap, undantaget Juridiska fakulteten, Företagsekonomiska institutionen, Nationalekonomiska institutionen samt samtliga studenter vid det geografiska området Campus Gotland.
Uppsala studentkår har tillsammans med de andra kårerna i Uppsala en doktorandnämnd som organiserar de fakultetsdoktorandråd som finns vid varje fakultet på Uppsala universitet. Till doktorandnämnden väljs representanter genom personval hos respektive fakultetsdoktorandråd.
Uppsala studentkår ger ut tidningen Ergo.
En skillnad mellan Uppsala studentkår och andra studentkårer är att Uppsala studentkår inte bedriver någon fest- eller restaurangverksamhet, eftersom denna istället bedrivs av bland annat studentnationerna.

## Historik
År 1849 grundades Uppsala studentkår av de tretton studentnationernas samarbetsorgan Kuratorskonventet. Därmed är det också Sveriges äldsta studentkår. Det som är dagens studentkår, med ett studiesocialt och fackligt arbete, är något som växte fram under perioden från första världskrigets start 1914 till femtiotalets början. Därefter har verksamheten haft ett skiftande utseende men innehållet varit i princip detsamma. Kårens egna lokaler i kvarteret Ubbo invigdes 1966, intill dess hade kåren hyrt in sig på olika håll i staden såsom hos nationerna och vanliga kontor.

### Studentbostäder
Under mellankrigstiden började studentkåren att bygga studentbostäder på Övre Slottsgatan 5 ("Gubbhyllan", 1931, numera hotell), Skolgatan ("Klosettpalatset", 1936, numera hotell) och S:t Johannesgatan 19 ("Parthenon", 1941, numera ägt av  Kalmar nation ). Med efterkrigstidens stora tillströmning av studenter började studentkåren att bygga egna stadsdelar. Studentkårens egna bostadsstiftelse Stiftelsen Studentstaden i Uppsala lät uppföra stadsdelar som Gamla Studentstaden, Flogsta, Rackarberget och Kantorsgatan mellan 1950 och 1975. Studentkårens stiftelse har format dagens stadsbild i Uppsala. På grund av dålig ekonomi och stora hyresbortfall tvingades studentkåren att sälja hela stiftelsen och alla dess bostäder i slutet av 1994 varför kåren inte har något eget fastighetsbestånd längre bortsett från kårhuset i kvarteret Ubbo. 

### Flottsundsdoktrinen
Flottsundsdoktrinen är ett inom Uppsala studentkår använt begrepp innebärande att kåren enbart ska arbeta med frågor som, snävt räknat, är relaterade till Uppsala universitet och dess studenters utbildningsvillkor. Frågor som är bortom "Flottsund" ligger också bortom studentkårens naturliga verksamhetsområde. Flottsund ligger i Sunnersta i södra delen av Uppsala där staden anses definitivt ta slut. Vid Flottsundsbron går gränsen mellan Uppsala kommun och Knivsta kommun.

### Avknoppningar
Den 17 september 2013 beslutade Uppsala studentkårs fullmäktige att avsäga sig kårstatus för den teknisk-naturvetenskapliga fakulteten (TekNat) från och med den 1 januari 2014. I samband med detta övertog Uppsala teknolog- och naturvetarkår (UTN) kårstatusen för TekNat.. 1 juli 2016 blev Uppsalaekonomerna och Juridiska Föreningen i Uppsala beviljade kårstatus vilket innebar att Uppsala studentkår därmed förlorade sin kårstatus för studerande vid Juridiska fakulteten, Nationalekonomiska institutionen och Företagsekonomiska institutionen. Den 1 juli 2019 förlorade Uppsala studentkår kårstatusen för statistiska institutionen.

### Kända studentpolitiker[9]
- Gunnar Wennerberg, skapare 1849.
- Ernst Trygger, kårordförande 1885/86.
- Karl Staaff, vice kårordförande 1886/1887.
- Nathan Söderblom, vice kårordförande 1892 och kårordförande 1892/1893.
- Nils Edén, kårordförande 1896/1897.
- Gunnar Heckscher, vice kårordförande 1931/1932.
- Gösta Knutsson, kårordförande 1936–1938.
- Tage Danielsson, vice kårordförande 1955.
- Birgitta Kettner, sedermera Dahl. Aktiv i början av 1960-talet.
- Anna-Greta Leijon, aktiv i början av 1960-talet.
- Bengt Bratt, kårordförande 1961.
- Lennart Hedquist, kårordförande 1965/1966.
- Arne Sandemo, vice kårordförande 1984.
- Ilona Szatmári Waldau (då Szatmári), vice kårordförande 1986.
- Susanne Wallmark (då Lundh), kårordförande 1987.
- Hans Wallmark, kårordförande 1988.
- Anders Borg, kårordförande sommaren 1989.
- Thomas Östros, kårstyrelsen 1990.[10]
- Ardalan Shekarabi, kårstyrelsen 1999.[11]
- Christofer Fjellner, kårstyrelsen 1999.[11]
- Katrine Kielos, sedermera Marçal. aktiv i början av 2000-talet.

## Val och representation

### Kårval
Varje vår är det val till kårens fullmäktige. Inför varje val måste de föreningar som vill ställa upp registrera partibeteckning . Inför valet våren 2022 registrerade följande föreningar partibeteckning:
- Allians för kåren (afk)
- Högerpartiet (hp)[12] (Inte att förväxla med Högerpartiet)
- S-studenter (Laboremus) (s)
- Uppsala Universitets Studenter (uus)
- Vänsterstudenter (v)[13]

Ett urval av tidigare kårpartier som haft mandat i fullmäktige är bland andra:
- Argus (argus)
- Borgerliga Studenter (bs)
- Centerstudenter Uppsala (cs)
- Det nya mösspartiet (dnmp)
- Feministiskt studentinitiativ (fi)
- Fria moderata studentförbundet (fms)
- Fria studenter (fs)
- Gröna Studenter (gs)
- Halvera.nu (1/2)
- Moderata Studenter Uppsala (mst)
- Piratstudenterna (ps)
- Rädda Carolina (rc)
- Studentpartiet (sp)
- UTEC (utec)
- Vänsterns Studentförbund (vsf)

Våren 2019 registrerade sig kårpartiet Progressiva Listan (PL) men partiet nekades att ställa upp.
Kårvalet i Uppsala är ett listval på partibeteckning, med möjlighet till personröst genom kryss liknande den i riksdagsval. All röstning ska ske den 7-21 april genom kårens webbplats.
Valresultat genom åren. De partier som bildat majoritet är markerade med fetstil.
| 6 | 6 | 3 | 8 | 12 | 6 |

| 5 | 6 | 3 | 7 | 11 | 3 | 6 |

| 5 | 5 | 6 | 13 | 3 | 9 |

| 5 | 3 | 2 | 2 | 3 | 10 | 8 | 8 |

| 3 | 3 | 3 | 4 | 4 | 10 | 6 | 8 |

| 7 | 2 | 16 | 8 | 8 |

| 5 | 7 | 16 | 5 | 8 |

| 5 | 5 | 3 | 7 | 6 | 8 | 7 |

| 7 | 6 | 8 | 5 | 7 | 8 |

| 6 | 5 | 10 | 6 | 8 | 6 |

| 5 | 9 | 10 | 6 | 6 | 5 |

| 5 | 5 | 10 | 3 | 6 | 6 | 6 |

| 4 | 2 | 4 | 9 | 2 | 5 | 5 | 5 | 5 |

| 4 | 2 | 3 | 11 | 7 | 4 | 5 | 5 |

| 4 | 17 | 5 | 4 | 5 | 6 |

| 6 | 9 | 4 | 4 | 6 | 12 |

| 8 | 9 | 5 | 4 | 6 | 9 |

| 10 | 11 | 9 | 11 |

| 8 | 12 | 7 | 6 | 8 |

| 6 | 12 | 6 | 4 | 5 |

| 6 | 13 | 14 |

| 5 | 16 | 12 |

| 4 | 16 | 13 |

| 2 | 12 | 8 | 10 |

| 2 | 6 | 6 | 6 | 10 | 3 |

### Ordförande och majoriteter
| År        | Politiskt styre | Politiskt styre | Politiskt styre | Politiskt styre                     | Politiskt styre | Politiskt styre | Antal mandat | Ordförande | Ordförande                            | Vice ordförande         | Vice ordförande                 | Vice ordförande                 | Vice ordförande                 | Källa  |  |
| --------- | --------------- | --------------- | --------------- | ----------------------------------- | --------------- | --------------- | ------------ | ---------- | ------------------------------------- | ----------------------- | ------------------------------- | ------------------------------- | ------------------------------- | ------ |  |
| 1998/99   | UUS+UTEC        | UUS+UTEC        | UUS+UTEC        | UUS+UTEC                            |                 |                 |              |            | Marléne Engström                      |                         | Gunnar Larfors (då Erlandsson)  | Gunnar Larfors (då Erlandsson)  | Gunnar Larfors (då Erlandsson)  |        |  |
| 1999/00   | UTEC+FS+SAM     | UTEC+FS+SAM     | UTEC+FS+SAM     |                                     |                 |                 |              |            | Gustav Hoffstedt (till februari 2000) |                         | Anders Hultman                  | Anders Hultman                  | Anders Hultman                  |        |  |
| 1999/00   | UTEC+FS+SAM     | UTEC+FS+SAM     | UTEC+FS+SAM     | Thomas Laurell (från februari 2000) |                 |                 |              |            |                                       |                         | Anders Hultman                  | Anders Hultman                  | Anders Hultman                  |        |  |
| 2000/01   | UUS+SAM         | UUS+SAM         | UUS+SAM         | UUS+SAM                             |                 |                 |              |            | Björn Dalemo (då Korsgren)            |                         | Annabella Hultman (då Matesson) | Annabella Hultman (då Matesson) | Annabella Hultman (då Matesson) |        |  |
| 2001/02   | UUS+SAM         | UUS+SAM         | UUS+SAM         | UUS+SAM                             |                 |                 |              |            | Karolina Larfors                      |                         | Anna Danielsson                 |                                 | Mikaela Staaf                   |        |  |
| 2002/03   | UUS+S           | UUS+S           | UUS+S           | UUS+S                               |                 |                 |              |            | Ignacio Vita                          |                         | Anna Neuman                     |                                 | Andreas Nork                    |        |  |
| 2003/04   | UUS+S           | UUS+S           | UUS+S           | UUS+S                               |                 |                 |              |            | Ludvig Larsson                        |                         | Anna Neuman                     | Sofia Larsson                   |                                 |        |  |
| 2004/05   | UUS             | UUS             | UUS             | UUS                                 | UUS             |                 |              |            | Andreas Kembler                       |                         | Felicia Wibe                    |                                 | Erik Hjort                      |        |  |
| 2005/06   | UUS+VSF         | UUS+VSF         | UUS+VSF         |                                     |                 |                 | 24 av 41     |            | Erik Hjort                            |                         | Sara Lindblom                   |                                 | Martin Hofverberg               |        |  |
| 2006/07   | UUS+S+VSF       | UUS+S+VSF       | UUS+S+VSF       |                                     |                 |                 | 22 av 41     |            | Jenny Carlsson                        |                         | Kristina Persdotter             |                                 | Susanna Hansson                 |        |  |
| 2007/08   | VSF+S+PS+GS     | VSF+S+PS+GS     |                 |                                     |                 |                 | 26 av 41     |            | Louise Callenberg                     |                         | Hanna Mörck                     |                                 | Mattias Bjärnemalm              |        |  |
| 2008/09   | UUS+VSF+GS      | UUS+VSF+GS      | UUS+VSF+GS      |                                     |                 |                 | 22 av 41     |            | Klas-Herman Lundgren                  |                         | Daniel Fredriksson              |                                 | Malena Ranch                    |        |  |
| 2009/10   | UUS+BS+PS       | UUS+BS+PS       | UUS+BS+PS       |                                     |                 |                 | 24 av 41     |            | Kristina Ekholm                       |                         | Jonas Boström (ht)              |                                 | Stella Papasotiriou             |        |  |
| 2009/10   | UUS+BS+PS       | UUS+BS+PS       | UUS+BS+PS       | Hanna Mörck (vt)                    |                 |                 | 24 av 41     |            | Kristina Ekholm                       |                         |                                 |                                 | Stella Papasotiriou             |        |  |
| 2010/11   | UUS+MST+PS+RC   | UUS+MST+PS+RC   |                 |                                     |                 |                 | 23 av 41     |            | Gabriel Ledung                        |                         | Karin Nordlund                  |                                 | Emil Paulsrud                   |        |  |
| 2011/12   | UUS+GS+FI+VSF+S |                 |                 |                                     |                 |                 | 31 av 41     |            | Karin Nordlund                        |                         | Fatma Aksal                     |                                 | Lars Niska                      |        |  |
| 2012/13   | GS+FI+VSF+S+PS  |                 |                 |                                     |                 |                 | 24 av 41     |            | Klara Ellström                        |                         | Yasmin Hussein                  |                                 | Magnus Olofsson                 |        |  |
| 2013/14   | UUS+MST         | UUS+MST         | UUS+MST         | UUS+MST                             |                 |                 | 21 av 41     |            | Fredrik Pettersson                    |                         | Alexandra Abde                  | Alexandra Abde                  | Alexandra Abde                  |        |  |
| 2014/15   | VSF+GS+S        | VSF+GS+S        | VSF+GS+S        |                                     |                 |                 | 14 av 41     |            | Caisa Lycken                          |                         | Miranda Cox                     | Miranda Cox                     | Miranda Cox                     |        |  |
| 2015/16   | FI+VSF+GS+S     | FI+VSF+GS+S     |                 |                                     |                 |                 | 24 av 41     |            | Caisa Lycken                          |                         | Miranda Cox                     | Miranda Cox                     | Miranda Cox                     |        |  |
| 2016/17   | UUS+S           | UUS+S           | UUS+S           | UUS+S                               |                 |                 | 20 av 41     |            | Daniel Simmons                        |                         | Karin Ottander                  | Karin Ottander                  | Karin Ottander                  |        |  |
| 2017/18   | FI+S+VSF        | FI+S+VSF        | FI+S+VSF        |                                     |                 |                 | 21 av 41     |            | Max Stenberg                          |                         | Ann-Catrin Wells                | Ann-Catrin Wells                | Ann-Catrin Wells                |        |  |
| 2018/19   | UUS+AFK         | UUS+AFK         | UUS+AFK         | UUS+AFK                             |                 |                 | 18 av 33     |            | Ludvig Filhm                          |                         | Joel Cevey Tärnholm             | Joel Cevey Tärnholm             | Joel Cevey Tärnholm             |        |  |
| 2019/20   | UUS+AFK         | UUS+AFK         | UUS+AFK         | UUS+AFK                             |                 |                 | 19 av 33     |            | Johannes Bäck                         |                         | Mårten Andersson                | Mårten Andersson                | Mårten Andersson                |        |  |
| 2020/21   | UUS+S           | UUS+S           | UUS+S           | UUS+S                               |                 |                 | 28 av 33     |            | Jacob Färnert                         |                         | Klara van Blaricum              |                                 | Louise Ingemarsson              | [ 24 ] |  |
| 2021/22   | UUS+AFK         | UUS+AFK         | UUS+AFK         | UUS+AFK                             |                 |                 | 20 av 33     |            | Jacob Färnert                         | Dolores Fors            |                                 |                                 | Louise Ingemarsson              |        |  |
| 2022/23   | S+V             | S+V             | S+V             | S+V                                 |                 |                 | 18 av 33     |            | Anton Sánchez Sulejmani               |                         | Linnea Rydén                    |                                 | Alexander Wilson van Deurs      | [ 25 ] |  |
| 2023/24   | S+V             | S+V             | S+V             | S+V                                 |                 |                 | 23 av 33     |            | Anton Sánchez Sulejmani               | Johannah Rybrant        | Linnea Rydén                    |                                 |                                 |        |  |
| 2024/2025 | GS+S+UUS        | GS+S+UUS        | GS+S+UUS        |                                     |                 |                 | 19 av 33     |            | Elsa Ewert                            | Elsa Ewert              | Elsa Ewert                      |                                 |                                 |        |  |
| 2025/2026 | GS + UUS + CL   | GS + UUS + CL   | GS + UUS + CL   |                                     |                 |                 | 15 av 33     |            | Calle Per Hendor Jonson               | Calle Per Hendor Jonson | Calle Per Hendor Jonson         |                                 | Maria Sorelius                  | [ 26 ] |  |